# باشگاه فوتبال آ.ث. میلان در فصل ۲۰–۲۰۱۹
فصل ۲۰–۲۰۱۹ صد و بیست و یکمین فصل اَسوچیاتزیونه کالچو میلان از زمان تأسیس باشگاه، صد و نهمین فصل حضور میلان در سطح اول فوتبال ایتالیا، هشتاد و ششمین فصل حضور میلان در سری آ و سی و هفتمین سال متوالی حضور این باشگاه در سری آ است. در این فصل میلان در سری آ و کوپا ایتالیا با حریفان خود به رقابت می‌پردازد. میلان همچنین سهمیه حضور در لیگ اروپا ۲۰–۲۰۱۹ را کسب کرده بود، اما بعداً به دلیل مشکلات مربوط به فیرپلی مالی، از حضور در این رقابت‌ها محروم شد.

## حقایق و رویدادها
در ۲۸ مه ۲۰۱۹، جنارو گتوزو اعلام کرد که با وجود داشتن قرارداد تا سال ۲۰۲۱، باشگاه را ترک خواهد کرد. در همان روز مدیر ورزشی باشگاه لئوناردو از سمت خود استعفا داد.
پروژه جدید باشگاه در ۱۴ ژوئن، زمانی که بازیکنان نمادین سابق باشگاه پائولو مالدینی و زوونیمیر بوبان به‌ترتیب به‌عنوان مدیر فنی و پشتیبان فنی، جذب باشگاه شده و قرارداد خود را امضا کردند، مشخص شد. در ۱۹ ژوئن مارکو جامپائولو به‌عنوان سرمربی جدید، با باشگاه قرارداد امضا کرد و ۲ روز بعد فردریک ماسارا به‌عنوان مدیر ورزشی جدید، قرارداد خود را با باشگاه امضا کرد.
در ۲۸ ژوئن ۲۰۱۹، میلان به دلیل نقض فیرپلی مالی، از حضور در رقابت‌های لیگ اروپا ۲۰–۲۰۱۹ محروم شد.
در ۲۸ اکتبر ۲۰۱۹، میلان مارکو جامپائولو را پس از ۳ ماه (به‌خاطر کسب نتایج ضعیف) برکنار کرد. در روز بعد استفانو پیولی به‌عنوان جانشین او معرفی شد.
در ۷ مارس ۲۰۲۰، اعلام شد که قرارداد زوونیمیر بوبان مدیر ارشد فوتبال میلان فسخ شده‌است. یک هفته پیش از برکناری، روزنامه لاگاتزتا دلو اسپورت با بوبان مصاحبه کرد و او در این مصاحبه از مدیر عامل باشگاه ایوان گازیدیس به‌خاطر شایعاتی که پیرامون امضای پیش‌قرارداد محرمانه او با رالف رانگنیک برای فصل مطرح شده بود، انتقاد کرد. پس از آنکه برکناری بوبان رسمیت یافت، رئیس باشگاه پائولو اسکارونی حمایت خود از گازیدیس را اظهار کرد.

## بازیکنان

### اطلاعات ترکیب
تا تاریخ ۳۱ ژانویه ۲۰۲۰.
| شماره       | نام                | ملیت            | پست(ها)                   | تاریخ تولد (سن)          | تاریخ ورود  | پایان قرارداد | ورود از            | هزینه انتقال | توضیحات                  | تعداد حضور  | تعداد گل    |
| دروازه‌بانان | دروازه‌بانان        | دروازه‌بانان     | دروازه‌بانان               | دروازه‌بانان              | دروازه‌بانان | دروازه‌بانان   | دروازه‌بانان        | دروازه‌بانان  | دروازه‌بانان              | دروازه‌بانان | دروازه‌بانان |
| ----------- | ------------------ | --------------- | ------------------------- | ------------------------ | ----------- | ------------- | ------------------ | ------------ | ------------------------ | ----------- | ----------- |
| ۱           | آسمیر بگوویچ       | بوسنی و هرزگوین | دروازه‌بان                 | ۲۰ ژوئن ۱۹۸۷ ‏(۳۸ سال)    | ۲۰۲۰        | ۲۰۲۰          | بورنموث            | آزاد         |                          | ۰           | ۰           |
| ۹۰          | انتونیو دوناروما   | ایتالیا         | دروازه‌بان                 | ۷ ژوئیهٔ ۱۹۹۰ ‏(۳۵ سال)    | ۲۰۱۷        | ۲۰۲۱          | آستراس تریپولی     | €۳۰۰٬۰۰۰     | از بخش جوانان آ.ث. میلان | ۳           | ۰           |
| ۹۹          | جانلوئیجی دوناروما | ایتالیا         | دروازه‌بان                 | ۲۵ فوریهٔ ۱۹۹۹ ‏(۲۶ سال)   | ۲۰۱۵        | ۲۰۲۱          | بخش جوانان         | آزاد         | از بخش جوانان آ.ث. میلان | ۱۸۹         | ۰           |
| مدافعان     |                    |                 |                           |                          |             |               |                    |              |                          |             |             |
| ۲           | داویده کالابریا    | ایتالیا         | مدافع راست / مدافع چپ     | ۶ دسامبر ۱۹۹۶ ‏(۲۸ سال)   | ۲۰۱۵        | ۲۰۲۲          | بخش جوانان         | آزاد         | از بخش جوانان آ.ث. میلان | ۱۰۱         | ۲           |
| ۱۲          | آندره‌آ کونتی       | ایتالیا         | مدافع راست / هافبک راست   | ۲ مارس ۱۹۹۴ ‏(۳۱ سال)     | ۲۰۱۷        | ۲۰۲۲          | آتالانتا           | €۲۴٬۰۰۰٬۰۰۰  |                          | ۳۶          | ۰           |
| ۱۳          | آلسیو رومانیولی    | ایتالیا         | مدافع میانی / مدافع چپ    | ۱۲ ژانویهٔ ۱۹۹۵ ‏(۳۰ سال)  | ۲۰۱۵        | ۲۰۲۲          | رم                 | €۲۵٬۰۰۰٬۰۰۰  | Captain                  | ۱۷۹         | ۷           |
| ۱۹          | تئو هرناندز        | فرانسه          | مدافع چپ                  | ۶ اکتبر ۱۹۹۷ ‏(۲۷ سال)    | ۲۰۱۹        | ۲۰۲۴          | رئال مادرید        | €۲۰٬۰۰۰٬۰۰۰  |                          | ۲۳          | ۶           |
| ۲۲          | متئو موساکیو       | آرژانتین        | مدافع میانی               | ۲۶ اوت ۱۹۹۰ ‏(۳۴ سال)     | ۲۰۱۷        | ۲۰۲۱          | ویارئال            | €۱۸٬۰۰۰٬۰۰۰  |                          | ۷۲          | ۲           |
| ۲۴          | سیمون کیایر        | دانمارک         | مدافع میانی               | ۲۶ مارس ۱۹۸۹ ‏(۳۶ سال)    | ۲۰۲۰        | ۲۰۲۰          | سویا               | آزاد         |                          | ۷           | ۰           |
| ۴۳          | لئو دوارچه         | برزیل           | مدافع میانی               | ۱۷ ژوئیهٔ ۱۹۹۶ ‏(۲۸ سال)   | ۲۰۱۹        | ۲۰۲۴          | فلامینگو           | €۱۰٬۰۰۰٬۰۰۰  |                          | ۵           | ۰           |
| ۴۶          | متئو گابیا         | ایتالیا         | مدافع میانی / هافبک دفاعی | ۲۱ اکتبر ۱۹۹۹ ‏(۲۵ سال)   | ۲۰۱۷        | ۲۰۲۳          | بخش جوانان         | آزاد         | از بخش جوانان آ.ث. میلان | ۱           | ۰           |
| ۹۳          | دیگو لاکسالت       | اروگوئه         | مدافع چپ / وینگر چپ       | ۷ فوریهٔ ۱۹۹۳ ‏(۳۲ سال)    | ۲۰۱۸        | ۲۰۲۲          | جنوآ               | €۱۴٬۰۰۰٬۰۰۰  |                          | ۳۰          | ۰           |
| هافبک‌ها     |                    |                 |                           |                          |             |               |                    |              |                          |             |             |
| ۴           | اسماعیل بن ناصر    | الجزایر         | هافبک دفاعی / هافبک میانی | ۱ دسامبر ۱۹۹۷ ‏(۲۷ سال)   | ۲۰۱۹        | ۲۰۲۴          | امپولی             | €۱۶٬۰۰۰٬۰۰۰  |                          | ۲۱          | ۰           |
| ۵           | جاکومو بوناونتورا  | ایتالیا         | هافبک میانی / وینگر چپ    | ۲۲ اوت ۱۹۸۹ ‏(۳۵ سال)     | ۲۰۱۴        | ۲۰۲۰          | آتالانتا           | €۷٬۰۰۰٬۰۰۰   |                          | ۱۷۰         | ۳۴          |
| ۱۰          | هاکان چالهان‌اوغلو  | ترکیه           | هافبک میانی / وینگر چپ    | ۸ فوریهٔ ۱۹۹۴ ‏(۳۱ سال)    | ۲۰۱۷        | ۲۰۲۱          | بایر لورکوزن       | €۲۰٬۰۰۰٬۰۰۰  |                          | ۱۱۴         | ۱۷          |
| ۲۰          | لوکاس بیگلیا       | آرژانتین        | هافبک دفاعی / هافبک میانی | ۳۰ ژانویهٔ ۱۹۸۶ ‏(۳۹ سال)  | ۲۰۱۷        | ۲۰۲۰          | لاتزیو             | €۱۷٬۰۰۰٬۰۰۰  |                          | ۶۳          | ۲           |
| ۳۳          | راده کرونیچ        | بوسنی و هرزگوین | هافبک میانی / هافبک هجومی | ۷ اکتبر ۱۹۹۳ ‏(۳۱ سال)    | ۲۰۱۹        | ۲۰۲۴          | امپولی             | €۸٬۰۰۰٬۰۰۰   |                          | ۱۱          | ۰           |
| ۳۹          | لوکاس پاکتا        | برزیل           | هافبک میانی / هافبک هجومی | ۲۷ اوت ۱۹۹۷ ‏(۲۷ سال)     | ۲۰۱۸        | ۲۰۲۳          | فلامینگو           | €۳۵٬۰۰۰٬۰۰۰  |                          | ۳۶          | ۱           |
| ۵۶          | الکسی سلماکر       | بلژیک           | وینگر راست / هافبک میانی  | ۲۷ ژوئن ۱۹۹۹ ‏(۲۶ سال)    | ۲۰۲۰        | ۲۰۲۰          | اندرلشت            | €۳٬۵۰۰٬۰۰۰   |                          | ۱           | ۰           |
| ۷۹          | فرانک کسیه         | ساحل عاج        | هافبک میانی / هافبک دفاعی | ۱۹ دسامبر ۱۹۹۶ ‏(۲۸ سال)  | ۲۰۱۷        | ۲۰۲۲          | آتالانتا           | €۲۴٬۰۰۰٬۰۰۰  |                          | ۱۱۹         | ۱۳          |
| مهاجمان     |                    |                 |                           |                          |             |               |                    |              |                          |             |             |
| ۷           | سامو کاستیخو       | اسپانیا         | وینگر راست / مهاجم دوم    | ۱۸ ژانویهٔ ۱۹۹۵ ‏(۳۰ سال)  | ۲۰۱۸        | ۲۰۲۳          | ویارئال            | €۲۵٬۰۰۰٬۰۰۰  |                          | ۵۷          | ۵           |
| ۱۷          | رافائل لئائو       | پرتغال          | استرایکر / وینگر چپ       | ۱۰ ژوئن ۱۹۹۹ ‏(۲۶ سال)    | ۲۰۱۹        | ۲۰۲۴          | لیل                | €۲۸٬۰۰۰٬۰۰۰  |                          | ۲۰          | ۲           |
| ۱۸          | انته ربیچ          | کرواسی          | وینگر چپ / مهاجم دوم      | ۲۱ سپتامبر ۱۹۹۳ ‏(۳۱ سال) | ۲۰۱۹        | ۲۰۲۱          | آینتراخت فرانکفورت | قرضی         |                          | ۱۶          | ۶           |
| ۲۱          | زلاتان ابراهیموویچ | سوئد            | استرایکر                  | ۳ اکتبر ۱۹۸۱ ‏(۴۳ سال)    | ۲۰۲۰        | ۲۰۲۰          | لس‌آنجلس گلکسی      | آزاد         |                          | ۹۲          | ۵۹          |

## نقل و انتقالات

### پنجره تابستانی

#### ورودی
| تاریخ         | پست   | بازیکن          | سن | انتقال از   | بها         | توضیحات                      | منبع   |
| ------------- | ----- | --------------- | -- | ----------- | ----------- | ---------------------------- | ------ |
| ۱ ژوئیه ۲۰۱۹  | هافبک | فرانک کسیه      | ۲۲ | آتالانتا    | €۲۴٬۰۰۰٬۰۰۰ | شرط خرید                     | [ ۱۶ ] |
| ۵ ژوئیه ۲۰۱۹  | مدافع | تئو هرناندز     | ۲۱ | رئال مادرید | €۲۰٬۰۰۰٬۰۰۰ |                              | [ ۱۷ ] |
| ۸ ژوئیه ۲۰۱۹  | هافبک | راده کرونیچ     | ۲۵ | امپولی      | €۸٬۰۰۰٬۰۰۰  |                              | [ ۱۸ ] |
| ۳۱ ژوئیه ۲۰۱۹ | مهاجم | رافائل لئائو    | ۲۰ | لیل         | €۲۸٬۰۰۰٬۰۰۰ |                              | [ ۱۹ ] |
| ۳ اوت ۲۰۱۹    | هافبک | اسماعیل بن ناصر | ۲۱ | امپولی      | €۱۶٬۰۰۰٬۰۰۰ |                              | [ ۲۰ ] |
| ۸ اوت ۲۰۱۹    | مدافع | لئو دوارچه      | ۲۳ | فلامینگو    | €۱۰٬۰۰۰٬۰۰۰ |                              | [ ۲۱ ] |
| ۱۹ اوت ۲۰۱۹   | مهاجم | Luan Capanni    | ۱۹ | لاتزیو      | آزاد        | به تیم جوانان ملحق خواهد شد. | [ ۲۲ ] |

#### قرضی از باشگاه‌های دیگر
| تاریخ          | پست   | بازیکن    | سن | انتقال از          | بها     | توضیحات     | منبع   |
| -------------- | ----- | --------- | -- | ------------------ | ------- | ----------- | ------ |
| ۲ سپتامبر ۲۰۱۹ | مهاجم | انته ربیچ | ۲۵ | آینتراخت فرانکفورت | نامعلوم | قرضی ۲ ساله | [ ۲۳ ] |

#### بازگشت از قرض
| تاریخ        | پست       | بازیکن              | سن | انتقال از | بها  | توضیحات                         | منبع |
| ------------ | --------- | ------------------- | -- | --------- | ---- | ------------------------------- | ---- |
| ۱ ژوئیه ۲۰۱۹ | دروازه‌بان | Christian Cavaliere | ۱۹ | مونتسا    | آزاد | مجدداً به تیم جوانان خواهد پیوست |      |
| ۱ ژوئیه ۲۰۱۹ | مدافع     | متئو گابیا          | ۱۹ | Lucchese  | آزاد |                                 |      |

مجموع مخارج:  ۱۱۱ میلیون یورو

#### خروجی
| تاریخ          | پست       | بازیکن                 | سن | انتقال از      | بها         | توضیحات                   | منبع   |
| -------------- | --------- | ---------------------- | -- | -------------- | ----------- | ------------------------- | ------ |
| ۱ ژوئیه ۲۰۱۹   | مدافع     | ایگناتزیو آباته        | ۳۲ | بدون تیم       | آزاد        | پایان قرارداد             | [ ۲۴ ] |
| ۱ ژوئیه ۲۰۱۹   | هافبک     | ریکاردو مونتولیوو      | ۳۴ | بدون تیم       | آزاد        | پایان قرارداد             | [ ۲۵ ] |
| ۱ ژوئیه ۲۰۱۹   | هافبک     | آندره‌آ برتولاچی        | ۲۸ | بدون تیم       | آزاد        | پایان قرارداد             |        |
| ۱ ژوئیه ۲۰۱۹   | هافبک     | خوزه مائوری            | ۲۳ | بدون تیم       | آزاد        | پایان قرارداد             |        |
| ۱ ژوئیه ۲۰۱۹   | مدافع     | کریستین زاپاتا         | ۳۲ | جنوآ           | آزاد        | پایان قرارداد             | [ ۲۶ ] |
| ۱ ژوئیه ۲۰۱۹   | هافبک     | مانوئل لوکاتلی         | ۲۱ | ساسوئولو       | €۱۰٬۰۰۰٬۰۰۰ | شرط خرید                  | [ ۲۷ ] |
| ۱ ژوئیه ۲۰۱۹   | مدافع     | استفان سیمیچ           | ۲۴ | هایدوک اسپلیت  | آزاد        | پس از بازگشت از قرض       | [ ۲۸ ] |
| ۱۸ ژوئیه ۲۰۱۹  | مدافع     | Gian Filippo Felicioli | ۲۱ | ونتزیا         | نامعلوم     | پس از بازگشت از قرض       | [ ۲۹ ] |
| ۲۲ ژوئیه ۲۰۱۹  | مدافع     | Andrés Llamas          | ۲۱ | پیستویزه       | آزاد        | از قرضی تا خرید قطعی      | [ ۳۰ ] |
| ۳۰ ژوئیه ۲۰۱۹  | مهاجم     | پاتریک کوترونه         | ۲۱ | ولورهمپتون     | €۱۸٬۰۰۰٬۰۰۰ | به علاوه ۴٬۰۰۰٬۰۰۰€ پاداش | [ ۳۱ ] |
| ۳۱ ژوئیه ۲۰۱۹  | مدافع     | Tiago Djaló            | ۱۹ | لیل            | €۵٬۰۰۰٬۰۰۰  | از تیم جوانان             | [ ۳۲ ] |
| ۲۶ اوت ۲۰۱۹    | مدافع     | ایوان استرینیچ         | ۳۲ | بدون تیم       | آزاد        | فسخ قرارداد               | [ ۳۳ ] |
| ۲۸ اوت ۲۰۱۹    | مهاجم     | Tiago Dias             | ۲۱ | فامالیکاو      | نامعلوم     | پس از بازگشت از قرض       | [ ۳۴ ] |
| ۲۹ اوت ۲۰۱۹    | مهاجم     | Vittorio Vigolo        | ۱۹ | Rende          | نامعلوم     | پس از بازگشت از قرض       | [ ۳۵ ] |
| ۲ سپتامبر ۲۰۱۹ | هافبک     | Przemysław Bargiel     | ۱۹ | شلاسک وروتسواف | آزاد        | پس از بازگشت از قرض       | [ ۳۶ ] |
| ۲ سپتامبر ۲۰۱۹ | دروازه‌بان | Lillo Guarneri         | ۱۷ | Mouscron       | نامعلوم     | از تیم جوانان             | [ ۳۷ ] |
| ۲ سپتامبر ۲۰۱۹ | مدافع     | Edoardo Brusa          | ۱۸ | مونتسا         | نامعلوم     | از قرضی تا خرید قطعی      | [ ۳۸ ] |
| ۲ سپتامبر ۲۰۱۹ | مدافع     | Nicola Viganò          | ۱۷ | AlbinoLeffe    | نامعلوم     | از قرضی تا خرید قطعی      | [ ۳۹ ] |
| ۲ سپتامبر ۲۰۱۹ | هافبک     | Alexandro Cavagnera    | ۲۰ | بدون تیم       | آزاد        | پس از بازگشت از قرض       | [ ۴۰ ] |

#### پایان قرض
| تاریخ        | پست   | بازیکن          | سن | انتقال از | بها  | توضیحات       | منبع   |
| ------------ | ----- | --------------- | -- | --------- | ---- | ------------- | ------ |
| ۱ ژوئیه ۲۰۱۹ | مدافع | Raoul Bellanova | ۱۹ | بوردو     | آزاد | از تیم جوانان | [ ۴۱ ] |
| ۱ ژوئیه ۲۰۱۹ | هافبک | تیموئه باکایوکو | ۲۴ | چلسی      | آزاد |               | [ ۴۲ ] |

#### قرضی در باشگاه‌های دیگر
| تاریخ          | پست       | بازیکن            | سن | انتقال از          | بها        | توضیحات                          | منبع   |
| -------------- | --------- | ----------------- | -- | ------------------ | ---------- | -------------------------------- | ------ |
| ۶ ژوئیه ۲۰۱۹   | مدافع     | گوستاوو گومز      | ۲۶ | پالمیراس           | €۱٬۵۰۰٬۰۰۰ | قرض با شرط خرید (۳٬۰۰۰٬۰۰۰€)     | [ ۴۳ ] |
| ۱۰ ژوئیه ۲۰۱۹  | مدافع     | Gabriele Bellodi  | ۱۸ | کروتونه            | آزاد       | پس از بازگشت از قرض              | [ ۴۴ ] |
| ۱۵ ژوئیه ۲۰۱۹  | هافبک     | Tommaso Pobega    | ۲۰ | Pordenone          | آزاد       | پس از بازگشت از قرض              | [ ۴۵ ] |
| ۲۵ ژوئیه ۲۰۱۹  | مهاجم     | Ismet Sinani      | ۲۰ | Sicula Leonzio     | آزاد       | پس از بازگشت از قرض              | [ ۴۶ ] |
| ۱ اوت ۲۰۱۹     | دروازه‌بان | الساندرو پلیتزاری | ۱۹ | لیورنو             | آزاد       |                                  | [ ۴۷ ] |
| ۲۰ اوت ۲۰۱۹    | مهاجم     | Riccardo Forte    | ۲۰ | پیاچنزا            | آزاد       | پس از بازگشت از قرض              | [ ۴۸ ] |
| ۲۹ اوت ۲۰۱۹    | مهاجم     | Frank Tsadjout    | ۲۰ | شارلوا             | آزاد       | از تیم جوانان                    | [ ۴۹ ] |
| ۲۹ اوت ۲۰۱۹    | هافبک     | Emir Murati       | ۱۹ | Rende              | آزاد       | پس از بازگشت از قرض              | [ ۳۵ ] |
| ۳۰ اوت ۲۰۱۹    | مهاجم     | Gabriele Capanni  | ۱۸ | نووارا             | آزاد       | از تیم جوانان                    | [ ۵۰ ] |
| ۳۱ اوت ۲۰۱۹    | مدافع     | دیگو لاکسالت      | ۲۶ | تورینو             | €۵۰۰٬۰۰۰   | قرضی با بند خرید (۱۱٬۵۰۰٬۰۰۰€)   | [ ۵۱ ] |
| ۲ سپتامبر ۲۰۱۹ | مهاجم     | آندره سیلوا       | ۲۳ | آینتراخت فرانکفورت | نامعلوم    | ۲ سال قرضی                       | [ ۵۲ ] |
| ۲ سپتامبر ۲۰۱۹ | مهاجم     | آلن هلیلویچ       | ۲۳ | هیرنفین            | آزاد       | پس از پایان زمان قرض پیش‌بینی شده | [ ۵۳ ] |

مجموع ورودی:  ۳۵٬۵ میلیون یورو

### پنجره زمستانی
قراردادهایی که پیش از این رسمی شده‌اند از ۲ ژانویه ۲۰۲۰ مؤثر خواهند بود.

#### ورودی
| تاریخ          | پست   | بازیکن             | سن | انتقال از | بها     | توضیحات                      | منبع   |
| -------------- | ----- | ------------------ | -- | --------- | ------- | ---------------------------- | ------ |
| ۲۷ دسامبر ۲۰۱۹ | مهاجم | زلاتان ابراهیموویچ | ۳۸ | بدون تیم  | آزاد    |                              | [ ۵۴ ] |
| ۳۱ ژانویه ۲۰۲۰ | هافبک | Francesco Angelini | ۱۷ | Rimini    | نامعلوم | به تیم جوانان ملحق خواهد شد. | [ ۵۵ ] |

#### قرضی از باشگاه‌های دیگر
| تاریخ          | پست       | بازیکن       | سن | انتقال از | بها        | توضیحات     | منبع   |
| -------------- | --------- | ------------ | -- | --------- | ---------- | ----------- | ------ |
| ۱۳ ژانویه ۲۰۲۰ | مدافع     | سیمون کیایر  | ۳۰ | سویا      | آزاد       | با شرط خرید | [ ۵۶ ] |
| ۱۳ ژانویه ۲۰۲۰ | دروازه‌بان | آسمیر بگوویچ | ۳۲ | بورنموث   | آزاد       |             | [ ۵۷ ] |
| ۳۱ ژانویه ۲۰۲۰ | هافبک     | الکسی سلماکر | ۲۰ | اندرلشت   | €۳٬۵۰۰٬۰۰۰ | با شرط خرید | [ ۵۸ ] |

#### بازگشت از قرض
| تاریخ          | پست   | بازیکن       | سن | انتقال از | بها  | توضیحات                    | منبع   |
| -------------- | ----- | ------------ | -- | --------- | ---- | -------------------------- | ------ |
| ۳۱ ژانویه ۲۰۲۰ | مدافع | دیگو لاکسالت | ۲۶ | تورینو    | آزاد | پایان زمان قرض پیش‌بینی شده | [ ۵۹ ] |

مجموع مخارج:  ۳٬۵ میلیون یورو

#### خروجی
| تاریخ          | پست   | بازیکن           | سن | انتقال از  | بها         | توضیحات              | منبع   |
| -------------- | ----- | ---------------- | -- | ---------- | ----------- | -------------------- | ------ |
| ۲ ژانویه ۲۰۲۰  | مدافع | گوستاوو گومز     | ۲۶ | پالمیراس   | €۳٬۰۰۰٬۰۰۰  | از قرضی تا خرید قطعی | [ ۴۳ ] |
| ۱۴ ژانویه ۲۰۲۰ | مهاجم | فابیو بورینی     | ۲۸ | هلاس ورونا | آزاد        |                      | [ ۶۰ ] |
| ۳۰ ژانویه ۲۰۲۰ | مهاجم | کشیشتف پیونتک    | ۲۴ | هرتابرلین  | €۲۷٬۰۰۰٬۰۰۰ |                      | [ ۶۱ ] |
| ۳۱ ژانویه ۲۰۲۰ | مهاجم | Alessandro Negri | ۱۹ | Rende      | نامعلوم     | از ترکیب جوانان      | [ ۶۲ ] |

#### قرضی در باشگاه‌های دیگر
| تاریخ          | پست       | بازیکن           | سن | انتقال از       | بها     | توضیحات                          | منبع   |
| -------------- | --------- | ---------------- | -- | --------------- | ------- | -------------------------------- | ------ |
| ۱۲ ژانویه ۲۰۲۰ | مدافع     | ماتیا کالدارا    | ۲۵ | آتالانتا        | آزاد    | با شرط خرید                      | [ ۶۳ ] |
| ۱۳ ژانویه ۲۰۲۰ | دروازه‌بان | پپه رینا         | ۳۷ | استون ویلا      | آزاد    |                                  | [ ۶۴ ] |
| ۱۶ ژانویه ۲۰۲۰ | مهاجم     | Riccardo Forte   | ۲۰ | Lecco           | آزاد    | پس از پایان زمان قرض پیش‌بینی شده | [ ۶۵ ] |
| ۲۹ ژانویه ۲۰۲۰ | هافبک     | سوسو             | ۲۶ | سویا            | نامعلوم | با شرط خرید                      | [ ۶۶ ] |
| ۳۰ ژانویه ۲۰۲۰ | مدافع     | ریکاردو رودریگز  | ۲۷ | آیندهوون        | آزاد    |                                  | [ ۶۷ ] |
| ۳۱ ژانویه ۲۰۲۰ | مهاجم     | Gabriele Capanni | ۱۹ | کاتانیا         | آزاد    | پس از پایان زمان قرض پیش‌بینی شده | [ ۶۸ ] |
| ۵ فوریه ۲۰۲۰   | مدافع     | Leroy Abanda     | ۱۹ | Neuchâtel Xamax | آزاد    | از تیم جوانان                    | [ ۶۹ ] |

مجموع ورودی: ۳۰ میلیون یورو

## پیش‌فصل و دوستانه

### جام بین‌المللی قهرمانان
| ۲۴ ژوئیه ۲۰۱۹ آی‌سی‌سی  | بایرن مونیخ   | ۱–۰   | میلان           | کانزاس‌سیتی، کانزاس، ایالات متحده                                             |
| ۲۰:۰۰ CDT (یوتی‌سی ۵-) | گورتزکا ۳+۴۵' | گزارش | چالهان‌اوغلو '۴۹ | ورزشگاه: چیلدرنز مرسی تماشاگران: ۱۸٬۴۶۷ داور: آلن چپمن (ایالات متحده آمریکا) |

| ۲۸ ژوئیه ۲۰۱۹ آی‌سی‌سی  | میلان       | ۰–۱   | بنفیکا                            | فاکسبرو، ماساچوست، ایالات متحده                                          |
| ۱۵:۰۰ EDT (یوتی‌سی ۴-) | موساکیو '۳۸ | گزارش | پیزی '۳۸ · فیسا '۶۵ · تاعرابت ۷۰' | ورزشگاه: ژیلت تماشاگران: ۲۷٬۵۶۵ داور: Sorin Stoica (ایالات متحده آمریکا) |

| ۳ اوت ۲۰۱۹ آی‌سی‌سی                      | منچستر یونایتد                     | ۲–۲ (۵–۴ پنالتی)                                    | میلان                                           | کاردیف، ولز                                                 |
| ۱۷:۳۰ BST (یوتی‌سی ۱+)                  | رشفورد ۱۴' · لینگارد ۷۲' · فرد '۷۳ | گزارش                                               | سوسو ۲۶' · لیندلوف ۶۰' (گ.خ.) · چالهان‌اوغلو '۹۰ | ورزشگاه: میلنیوم تماشاگران: ۶۵٬۸۹۲ داور: ایوان گریفیث (ولز) |
|                                        | ضربات پنالتی                       |                                                     |                                                 |                                                             |
| لینگارد · یانگ · گرینوود · گومز · جیمز |                                    | چالهان‌اوغلو · بوناونتورا · سیلوا · کرونیچ · مالدینی |                                                 |                                                             |

### دوستانه
| ۱۹ ژوئیه ۲۰۱۹                                   | میلان       | ۱–۱   | نووارا     | کارناگو، ایتالیا |
| ۱۱:۰۰ ساعت تابستانی اروپای مرکزی (یوتی‌سی ۲:۰۰+) | هرناندز ۸۰' | گزارش | استوپا ۶۰' | ورزشگاه: میلانلو |

| ۱۰ اوت ۲۰۱۹                                     | فرونیکلی | ۰–۲   | میلان                 | پریشتینا، کوزوو                                                        |
| ۲۰:۴۵ ساعت تابستانی اروپای مرکزی (یوتی‌سی ۲:۰۰+) |          | گزارش | سوسو ۲۶' · بورینی ۵۷' | ورزشگاه: Fadil Vokrri Stadium تماشاگران: ۴٬۰۰۰ داور: Genc Nuza (کوزوو) |

| ۱۷ اوت ۲۰۱۹                                     | چزنا                     | ۰–۰   | میلان | چزنا، ایتالیا                                                         |
| ۲۰:۳۰ ساعت تابستانی اروپای مرکزی (یوتی‌سی ۲:۰۰+) | Valeri '۲۳ Franchini '۸۳ | گزارش |       | ورزشگاه: دینو مانوزی تماشاگران: ۱۴٬۷۹۷ داور: مارکو داسکانیو (ایتالیا) |

## رقابت‌ها

### سری آ

#### جدول لیگ
| رتبه | تیم      | بازی | برد | تساوی | باخت | گل‌ز | گل‌خ | ت‌گل | امتیاز  | صلاحیت یا سقوط                         |
| ---- | -------- | ---- | --- | ----- | ---- | --- | --- | --- | ------- | -------------------------------------- |
| ۴    | لاتزیو   | ۳۸   | ۲۴  | ۶     | ۸    | ۷۹  | ۴۲  | ۳۷+ | ۷۸[الف] | صعود به مرحله گروهی لیگ قهرمانان اروپا |
| ۵    | رم       | ۳۸   | ۲۱  | ۷     | ۱۰   | ۷۷  | ۵۱  | ۲۶+ | ۷۰      | صعود به مرحله گروهی لیگ اروپا          |
| ۶    | میلان    | ۳۸   | ۱۹  | ۹     | ۱۰   | ۶۳  | ۴۶  | ۱۷+ | ۶۶      | صعود به دور دوم لیگ اروپا              |
| ۷    | ناپولی   | ۳۸   | ۱۸  | ۸     | ۱۲   | ۶۱  | ۵۰  | ۱۱+ | ۶۲      | صعود به مرحله گروهی لیگ اروپا[ب]       |
| ۸    | ساسوئولو | ۳۸   | ۱۴  | ۹     | ۱۵   | ۶۹  | ۶۳  | ۶+  | ۵۱      |                                        |

منبع:سری آ، ساکروِی

قوانین رده‌بندی: ۱)امتیازات؛ ۲)امتیازات رو در رو؛ ۳)تفاضل گل رو در رو؛ ۴)تفاضل گل؛ ۵)گل زده؛ ۶)تساوی. (نکته:سوابق مسابقات رو در رو تنها پس از پایان یافتن تمام مسابقات مابین تیم‌های مورد بحث استفاده می‌شود.)
توضیحات
الف آتالانتا با توجه به نتیجهٔ بازی رو در رو، بالاتر از لاتزیو قرار گرفت: لاتزیو ۳–۳ آتالانتا، آتالانتا ۳–۲ لاتزیو.
ب  ناپولی پس از فتح کوپا ایتالیا، جواز حضور در دور گروهی لیگ اروپا را کسب کرد.

#### خلاصه نتایج
| مجموع | مجموع  | مجموع | مجموع | مجموع | مجموع | مجموع | مجموع | خانه | خانه | خانه | خانه | خانه | خانه | مهمان | مهمان | مهمان | مهمان | مهمان | مهمان |
| بازی  | امتیاز | پ     | ت     | ش     | گ‌ز    | گ‌خ    | ت‌گ    | پ    | ت    | ش    | گ‌ز   | گ‌خ   | ت‌گ   | پ     | ت     | ش     | گ‌ز    | گ‌خ    | ت‌گ    |
| ----- | ------ | ----- | ----- | ----- | ----- | ----- | ----- | ---- | ---- | ---- | ---- | ---- | ---- | ----- | ----- | ----- | ----- | ----- | ----- |
| ۳۸    | ۶۶     | ۱۹    | ۹     | ۱۰    | ۶۳    | ۴۶    | ۱۷+   | ۹    | ۶    | ۴    | ۳۱   | ۲۰   | ۱۱+  | ۱۰    | ۳     | ۶     | ۳۲    | ۲۶    | ۶+    |

آخرین بروزرسانی: ۱ اوت ۲۰۲۰

منبع: مسابقات رقابتی

پ = پیروزی؛ ت = تساوی؛ ش = شکست؛ گ‌ز = گل زده؛ گ‌خ = گل خورده؛ ت‌گ = تفاضل گل

#### نتایج بر پایه دور مسابقات
| دور    | 1  | 2  | 3 | 4 | 5  | 6  | 7  | 8  | 9  | 10 | 11 | 12 | 13 | 14 | 15 | 16 | 17 | 18 | 19 | 20 | 21 | 22 | 23 | 24 | 25 | 26 | 27 | 28 | 29 | 30 | 31 | 32 | 33 | 34 | 35 | 36 | 37 | 38 |
| ------ | -- | -- | - | - | -- | -- | -- | -- | -- | -- | -- | -- | -- | -- | -- | -- | -- | -- | -- | -- | -- | -- | -- | -- | -- | -- | -- | -- | -- | -- | -- | -- | -- | -- | -- | -- | -- | -- |
| زمین   | ب  | خ  | ب | خ | ب  | خ  | ب  | خ  | ب  | خ  | خ  | ب  | خ  | ب  | ب  | خ  | ب  | خ  | ب  | خ  | ب  | خ  | ب  | خ  | ب  | خ  | ب  | خ  | ب  | ب  | خ  | ب  | خ  | خ  | ب  | خ  | ب  | خ  |
| نتیجه  | ش  | پ  | پ | ش | ش  | ش  | پ  | م  | ش  | پ  | ش  | ش  | م  | پ  | پ  | م  | ش  | پ  | پ  | پ  | پ  | م  | ش  | پ  | م  | ش  | پ  | پ  | م  | پ  | پ  | م  | پ  | پ  | پ  | م  | پ  | پ  |
| جایگاه | ۱۷ | ۱۳ | ۷ | ۹ | ۱۳ | ۱۶ | ۱۳ | ۱۲ | ۱۲ | ۱۰ | ۱۱ | ۱۴ | ۱۲ | ۱۱ | ۱۰ | ۱۰ | ۱۱ | ۱۲ | ۱۰ | ۸  | ۸  | ۸  | ۱۰ | ۸  | ۷  | ۷  | ۸  | ۷  | ۷  | ۷  | ۷  | ۷  | ۷  | ۷  | ۶  | ۶  | ۶  | ۶  |

#### مسابقات
| ۲۵ اوت ۲۰۱۹ ۱             | اودینزه                  | ۱–۰   | میلان                                | اودینه                                                   |
| ۱۸:۰۰ CEST (یوتی‌سی ۲:۰۰+) | یایالو '۵+۴۵ · Becão ۷۲' | گزارش | پاکتا '۲۱ چالهان‌اوغلو '۳۴ بورینی '۴۴ | ورزشگاه: فریولی تماشاگران: ۲۴٬۵۸۴ داور: فابریتسیو پاسکوآ |

| ۳۱ اوت ۲۰۱۹ ۲             | میلان                                           | ۱–۰   | برشا                                            | میلان                                                  |
| ۱۸:۰۰ CEST (یوتی‌سی ۲:۰۰+) | چالهان‌اوغلو ۱۲'، '۶۵ · سیلوا '۳۴ · کالابریا '۵۵ | گزارش | Dessena '۲۴ Cistana '۳۰ Bisoli '۳۹ تونالی '۳+۹۰ | ورزشگاه: سن سیرو تماشاگران: ۵۶٬۶۹۱ داور: روزاریو آبیسو |

| ۱۵ سپتامبر ۲۰۱۹ ۳         | هلاس ورونا                                                           | ۰–۱   | میلان                                                         | ورونا                                                                   |
| ۲۰:۴۵ CEST (یوتی‌سی ۲:۰۰+) | استنپینسکی '۲۱ · ولوسو '۴۰ · Günter '۶۵ · امرابط '۷۴ · Silvestri '۸۵ | گزارش | پیونتک '۲۴، ۶۸' (. پ) · پاکتا '۳۵ · ربیچ '۸۶ · کالابریا '۵+۹۰ | ورزشگاه: مارک آنتونیو بنتگودی تماشاگران: ۲۴٬۳۶۳ داور: جان‌لوکا مانگانیلو |

| ۲۱ سپتامبر ۲۰۱۹ ۴         | میلان              | ۰–۲   | اینتر میلان                             | میلان                                                |
| ۲۰:۴۵ CEST (یوتی‌سی ۲:۰۰+) | کونتی '۴۸ ربیچ '۸۸ | گزارش | بروزویچ ۴۹' · لوکاکو ۷۸' · دمبروزیو '۸۲ | ورزشگاه: سن سیرو تماشاگران: ۷۰٬۴۴۰ داور: دنیله دووری |

| ۲۶ سپتامبر ۲۰۱۹ ۵         | تورینو                                                | ۲–۱   | میلان                                                                                                | تورین                                                     |
| ۲۱:۰۰ CEST (یوتی‌سی ۲:۰۰+) | Lyanco '۸ · زازا '۳۱ · بلوتی '۳۳، ۷۲'، ۷۶' · آینا '۸۱ | گزارش | پیونتک ۱۹' (. پ) · بن ناصر '۲۱ · هرناندز '۶۲ · رینا '۷۳ · رومانیولی '۷۳ · دوناروما '۷۷ · موساکیو '۸۸ | ورزشگاه: المپیک تورین تماشاگران: ۲۳٬۹۹۷ داور: Marco Guida |

| ۲۹ سپتامبر ۲۰۱۹ ۶         | میلان                                                | ۱–۳   | فیورنتینا                                                                                         | میلان                                                 |
| ۲۰:۴۵ CEST (یوتی‌سی ۲:۰۰+) | بن ناصر '۱۳ · موساکیو '۵۵ · لئائو ۸۰' · کالابریا '۸۶ | گزارش | پولگار ۱۴' (. پ) · میلنکوویچ '۳۵ · پسلا '۴۹ · کاستروویلی ۶۶' · ریبری ۷۸' · لیرولا '۸۶ · بناسی '۸۷ | ورزشگاه: سن سیرو تماشاگران: ۴۸٬۳۶۷ داور: پیرو جاکوملی |

| ۵ اکتبر ۲۰۱۹ ۷            | جنوآ                                                                              | ۱–۲   | میلان                                                                                    | جنوآ                                                             |
| ۲۰:۴۵ CEST (یوتی‌سی ۲:۰۰+) | زاپاتا '۲۳ · شون ۴۱'، '۶۷ · ساپونارا '۲+۴۵ · Biraschi '۵۷ · لارگر '۶۴ · رومرو '۸۸ | گزارش | کالابریا '۴۳ '۷۹ · هرناندز ۵۱' · کسیه ۵۷' (. پ) · بیگلیا '۶۲ · پاکتا '۸۴ · کاستیخو '۴+۹۰ | ورزشگاه: لوئیجی فراری تماشاگران: ۲۲٬۴۸۶ داور: مائوریتسیو ماریانی |

| ۲۰ اکتبر ۲۰۱۹ ۸           | میلان                                     | ۲–۲   | لچه                                                        | میلان                                                     |
| ۲۰:۴۵ CEST (یوتی‌سی ۲:۰۰+) | چالهان‌اوغلو ۲۰' · پیونتک ۸۱' · بیگلیا '۸۵ | گزارش | Majer '۴۴ · Babacar ۶۲' · Rossettini '۷۶ · Calderoni ۲+۹۰' | ورزشگاه: سن سیرو تماشاگران: ۴۸٬۷۰۳ داور: فابریتسیو پاسکوآ |

| ۲۷ اکتبر ۲۰۱۹ ۹                                                                              | رم                                                                            | ۲–۱   | میلان                                                                                          | رم                                                        |
| ۱۸:۰۰ CET (یوتی‌سی ۱:۰۰+)                                                                     | جکو ۳۸' · مانچینی '۴۱ · زانیولو ۵۸' · Antonucci '۷۸ · چتین '۸۳ · کلاروف '۱+۹۰ | گزارش | موساکیو '۴۹ · هرناندز ۵۵' · بیگلیا '۶۴ · چالهان‌اوغلو '۷۴ · رومانیولی '۵+۹۰ · ا. دوناروما '۶+۹۰ | ورزشگاه: المپیک رم تماشاگران: ۴۴٬۳۳۳ داور: Daniele Orsato |
| یادداشت: انتونیو دوناروما در حالی که بر روی نیمکت ذخیره‌ها بود، به علت اعتراض، کارت زرد گرفت. |                                                                               |       |                                                                                                |                                                           |

| ۳۱ اکتبر ۲۰۱۹ ۱۰         | میلان                                                                   | ۱–۰   | اسپال                                        | میلان                                                   |
| ۲۱:۰۰ CET (یوتی‌سی ۱:۰۰+) | دوارچه '۴۰ · ج. دوناروما '۴۱ · چالهان‌اوغلو '۵۷ · سوسو ۶۳' · بن ناصر '۶۹ | گزارش | Floccari '۲۱ Vicari '۶۲ چیونک '۶۸ Kurtić '۷۳ | ورزشگاه: سن سیرو تماشاگران: ۴۶٬۴۷۵ داور: مارکو پیچینینی |

| ۳ نوامبر ۲۰۱۹ ۱۱         | میلان                                                       | ۱–۲   | لاتزیو                                                                                          | میلان                                                       |
| ۲۰:۴۵ CET (یوتی‌سی ۱:۰۰+) | باستوس ۲۸' (. گ. خ) · دوارچه '۵۱ · کرونیچ '۵۵ · بن ناصر '۸۷ | گزارش | ایموبیله ۲۵' · میلینکویچ-ساویچ '۴۳ · پارولو '۶۴ · رادو '۶۴ · لیوا '۷۰ · کورئا ۸۳' · کاتالدی '۸۸ | ورزشگاه: سن سیرو تماشاگران: ۴۱٬۰۰۰ داور: جان‌پائولو کالوارزه |

| ۱۰ نوامبر ۲۰۱۹ ۱۲        | یوونتوس                   | ۱–۰   | میلان                                                           | تورین                                                 |
| ۲۰:۴۵ CET (یوتی‌سی ۱:۰۰+) | کوادرادو '۵۷ · دیبالا ۷۷' | گزارش | کرونیچ '۴۰ بن ناصر '۴۵ هرناندز '۸۹ چالهان‌اوغلو '۱+۹۰ سوسو '۱+۹۰ | ورزشگاه: یوونتوس تماشاگران: ۴۰٬۴۷۸ داور: فابیو مارسکا |

| ۲۳ نوامبر ۲۰۱۹ ۱۳        | میلان                                                | ۱–۱   | ناپولی                            | میلان                                                   |
| ۱۸:۰۰ CET (یوتی‌سی ۱:۰۰+) | پاکتا '۲۶ · بوناونتورا ۲۹' · هرناندز '۷۳ · کونتی '۹۰ | گزارش | لوزانو ۲۴' · الماس '۷۰ · یونس '۷۸ | ورزشگاه: سن سیرو تماشاگران: ۶۱٬۶۵۸ داور: Daniele Orsato |

| ۱ دسامبر ۲۰۱۹ ۱۴         | پارما        | ۰–۱   | میلان                                            | پارما                                                      |
| ۱۵:۰۰ CET (یوتی‌سی ۱:۰۰+) | Iacoponi '۶۱ | گزارش | بن ناصر '۵۸ · هرناندز ۸۸'، '۸۹ · ج. دوناروما '۹۰ | ورزشگاه: انیو تاردینی تماشاگران: ۱۸٬۴۳۱ داور: پائولو والری |

| ۸ دسامبر ۲۰۱۹ ۱۵         | بولونیا                                                                                         | ۲–۳   | میلان                                                                         | بولونیا                                                 |
| ۲۰:۴۵ CET (یوتی‌سی ۱:۰۰+) | Bani '۱۴ · هرناندز ۴۰' (. گ. خ) · تومیاسو '۷۴ · پالاسیو '۷۷ · Santander '۸۱ · سانسونه ۸۴' (. پ) | گزارش | پیونتک ۱۵' (. پ) · بن ناصر '۲۱ · هرناندز ۳۲' · بوناونتورا ۴۶' · رومانیولی '۸۳ | ورزشگاه: رناتو دلارا تماشاگران: ۲۳٬۷۰۷ داور: دنیله کیفی |

| ۱۵ دسامبر ۲۰۱۹ ۱۶        | میلان                                                       | ۰–۰   | ساسوئولو                                     | میلان                                                      |
| ۱۵:۰۰ CET (یوتی‌سی ۱:۰۰+) | هرناندز '۲۹ موساکیو '۴۰ کسیه '۴۳ بوناونتورا '۷۲ پاکتا '۳+۹۰ | گزارش | تولیان '۱۰ کاپوتو '۳۹ لوکاتلی '۷۲ مارلون '۸۰ | ورزشگاه: سن سیرو تماشاگران: ۵۸٬۰۰۵ داور: جان‌لوکا مانگانیلو |

| ۲۲ دسامبر ۲۰۱۹ ۱۷        | آتالانتا                                                                          | ۵–۰   | میلان                                       | برگامو                                                               |
| ۱۲:۳۰ CET (یوتی‌سی ۱:۰۰+) | گومز ۱۰' · کاستانیه '۴۷ · دی رون '۵۶ · پاشالیچ ۶۱' · ایلیچیچ ۶۳'، ۷۲' · موریل ۸۴' | گزارش | موساکیو '۳۷ سوسو '۴۴ رومانیولی '۷۱ کسیه '۷۷ | ورزشگاه: آتلتی آتزوری دایتالیا تماشاگران: ۲۰٬۹۴۰ داور: فدریکو لا پنا |

| ۶ ژانویه ۲۰۲۰ ۱۸         | میلان      | ۰–۰   | سمپدوریا                                                    | میلان                                                 |
| ۱۵:۰۰ CET (یوتی‌سی ۱:۰۰+) | کرونیچ '۱۳ | گزارش | دپائولی '۴۰ Thorsby '۶۸ Colley '۷۱ برشینسکی '۷۸ لینتی '۱+۹۰ | ورزشگاه: سن سیرو تماشاگران: ۵۸٬۵۷۲ داور: Davide Massa |

| ۱۱ ژانویه ۲۰۲۰ ۱۹        | کالیاری                            | ۰–۲   | میلان                                     | کالیاری                                                 |
| ۱۵:۰۰ CET (یوتی‌سی ۱:۰۰+) | Cigarini '۲۶ ناندس '۳۹ پلگرینی '۶۰ | گزارش | لئائو ۴۶' · بن ناصر '۶۱ · ابراهیموویچ ۶۴' | ورزشگاه: سنت الیا تماشاگران: ۱۶٬۴۱۲ داور: روزاریو آبیسو |

| ۱۹ ژانویه ۲۰۲۰ ۲۰        | میلان                                                                                     | ۳–۲   | اودینزه                           | میلان                                                |
| ۱۲:۳۰ CET (یوتی‌سی ۱:۰۰+) | بن ناصر '۴۰ · ربیچ ۴۸'، ۳+۹۰' · کونتی '۶۳ · هرناندز ۷۱' · ابراهیموویچ '۸۰ · کاستیخو '۴+۹۰ | گزارش | لارسن ۶' · Sema '۲۷ · لازانیا ۸۵' | ورزشگاه: سن سیرو تماشاگران: ۵۶٬۱۰۷ داور: لوکا پایرتو |

| ۲۴ ژانویه ۲۰۲۰ ۲۱        | برشا                   | ۰–۱   | میلان                                                       | برشا                                                          |
| ۲۰:۴۵ CET (یوتی‌سی ۱:۰۰+) | Sabelli '۲۱ Skrabb '۸۹ | گزارش | کیایر '۲ · هرناندز '۳۶ · کونتی '۴۴ · بن ناصر '۶۲ · ربیچ ۷۱' | ورزشگاه: ماریو ریگامونتی تماشاگران: ۱۹٬۴۵۱ داور: پائولو والری |

| ۲ فوریه ۲۰۲۰ ۲۲          | میلان                           | ۱–۱   | هلاس ورونا                                                                         | میلان                                               |
| ۱۵:۰۰ CET (یوتی‌سی ۱:۰۰+) | چالهان‌اوغلو ۲۹' · هرناندز '۱+۴۵ | گزارش | Faraoni ۱۳' · رحمانی '۲۴ · امرابط '۶۸ · پسینا '۸۶ · بورینی '۳+۹۰ · Silvestri '۵+۹۰ | ورزشگاه: سن سیرو تماشاگران: ۵۵٬۳۵۵ داور: دنیله کیفی |

| ۹ فوریه ۲۰۲۰ ۲۳          | اینتر میلان                                                                                 | ۴–۲   | میلان                                                      | میلان                                                 |
| ۲۰:۴۵ CET (یوتی‌سی ۱:۰۰+) | وسینو '۴۸، ۵۴' · بروزویچ ۵۱' · اشکرینیار '۵۵ · بارلا '۵۵ · د فرای ۷۰' · لوکاکو ۳+۹۰'، '۴+۹۰ | گزارش | ربیچ ۴۰' · ابراهیموویچ ۱+۴۵' · کسیه '۶۲ · آندره‌آ کونتی '۷۹ | ورزشگاه: سن سیرو تماشاگران: ۷۵٬۸۱۷ داور: فابیو مارسکا |

| ۱۷ فوریه ۲۰۲۰ ۲۴         | میلان                                            | ۱–۰   | تورینو                           | میلان                                                |
| ۲۰:۴۵ CET (یوتی‌سی ۱:۰۰+) | بن ناصر '۲۲ · ربیچ ۲۵' · کاستیخو '۵۰ · گابیا '۸۵ | گزارش | Edera '۳۴ رینکون '۶۰ انسالدی '۷۳ | ورزشگاه: سن سیرو تماشاگران: ۴۶٬۱۱۴ داور: مایکل فابری |

| ۲۲ فوریه ۲۰۲۰ ۲۵         | فیورنتینا                                 | ۱–۱   | میلان                                                  | فلورانس                                                           |
| ۲۰:۴۵ CET (یوتی‌سی ۱:۰۰+) | هنریکه '۶۲ · کاسرس '۷۶ · پولگار ۸۵' (. پ) | گزارش | بن ناصر '۱۲ · چالهان‌اوغلو '۲۵ · ربیچ ۵۶' · هرناندز '۸۵ | ورزشگاه: آرتمیو فرانکی تماشاگران: ۳۹٬۷۶۹ داور: جان‌پائولو کالوارزه |

| ۸ مارس ۲۰۲۰ ۲۶ | میلان           | ۱–۲   | جنوآ                   | میلان                                           |
| ۱۵:۰۰ CET (یوتی‌سی ۱:۰۰+) | ابراهیموویچ ۷۷' | گزارش | پاندف ۷' · Cassata ۴۱' | ورزشگاه: سن سیرو تماشاگران: ۰ داور: دنیله دووری |
| یادداشت: مسابقه به‌خاطر نگرانی بابت دنیاگیری کووید-۱۹، در ابتدا از تاریخ ۱ مارس به ۱۳ مارس موکول شد، اما در ادامه در ۸ مارس و پشت درهای بسته برگزار شد. |                 |       |                        |                                                 |

| ۲۲ ژوئن ۲۰۲۰ ۲۷ | لچه                             | ۱–۴   | میلان                                                           | لچه                                                  |
| ۱۹:۳۰ CEST (یوتی‌سی ۲:۰۰+) | Lucioni '۴۹ · Mancosu ۵۴' (. پ) | گزارش | کاستیخو ۲۶' · بوناونتورا ۵۵' · ربیچ ۵۷' · گابیا '۶۴ · لئائو ۷۲' | ورزشگاه: ویا دل ماره تماشاگران: ۰ داور: پائولو والری |
| یادداشت: مسابقه به‌خاطر نگرانی بابت دنیاگیری کووید-۱۹، تا ۱۵ مارس، و سپس ۲۲ ژوئن به تعویق افتاد. برنامه مسابقات بعدی نیز جهت تطابق با برنامه‌ریزی جدید، تغییر یافت. در تاریخ ۹ مارس، تمام رویدادهای ورزشی ایتالیا تا ۳ آوریل متوقف شدند. این اولین مسابقه‌ای بود که از زمان قرنطینه ۲۰۲۰ ایتالیا برگزار شد. |                                 |       |                                                                 |                                                      |

| ۲۸ ژوئن ۲۰۲۰ ۲۸           | میلان                                               | ۲–۰   | رم                     | میلان                                            |
| ۱۷:۱۵ CEST (یوتی‌سی ۲:۰۰+) | کاستیخو '۴۱ · ربیچ '۶۲, ۷۶' · چالهان‌اوغلو ۸۹' (. پ) | گزارش | پلگرینی '۲۳ ورتو '۱+۹۰ | ورزشگاه: سن سیرو تماشاگران: ۰ داور: پیرو جاکوملی |

| ۱ ژوئیه ۲۰۲۰ ۲۹           | اسپال                                                                                 | ۲–۲   | میلان                           | فرارا                                                      |
| ۲۱:۴۵ CEST (یوتی‌سی ۲:۰۰+) | Valoti ۱۳' · Floccari ۳۰' · D'Alessandro '۴۳ · Valdifiori '۴۵ · Letica '۵۸ · Dabo '۸۳ | گزارش | لئائو ۷۹' · Vicari ۹۰+۳' (گ.خ.) | ورزشگاه: پائولو مازا تماشاگران: ۰ داور: مائوریتسیو ماریانی |

| ۴ ژوئیه ۲۰۲۰ ۳۰           | لاتزیو     | ۰–۳   | میلان                                                          | رم                                                       |
| ۲۱:۴۵ CEST (یوتی‌سی ۲:۰۰+) | لوکاکو '۷۸ | گزارش | چالهان‌اوغلو ۲۳' · ابراهیموویچ ۳۴' (. پ) · ربیچ ۵۹' · پاکتا '۸۲ | ورزشگاه: المپیک رم تماشاگران: ۰ داور: جان‌پائولو کالوارسه |

| ۷ ژوئیه ۲۰۲۰ ۳۱           | میلان                                                                                              | ۴–۲   | یوونتوس                              | میلان                                           |
| ۲۱:۴۵ CEST (یوتی‌سی ۲:۰۰+) | پاکتا '۳۱ · بن ناصر '۳۶ · ربیچ '۵۹, ۸۰' · ابراهیموویچ ۶۲' (. پ) · کسیه ۶۶' · لئائو ۶۷' · کونتی '۷۳ | گزارش | رابیو ۴۷' · رونالدو ۵۳' · بونوچی '۶۲ | ورزشگاه: سن سیرو تماشاگران: ۰ داور: Marco Guida |

| ۱۲ ژوئیه ۲۰۲۰ ۳۲          | ناپولی                                    | ۲–۲   | میلان                                                          | ناپل                                                |
| ۲۱:۴۵ CEST (یوتی‌سی ۲:۰۰+) | دی لورنتزو '۱۰, ۳۴' · روی '۳۰ · مرتنز ۶۰' | گزارش | هرناندز ۲۰', '۷۵ · کسیه ۷۳' (. پ) · کونتی '۷۷ · سلماکر '۸۵ '۸۸ | ورزشگاه: سن پائولو تماشاگران: ۰ داور: فدریکو لا پنا |

| ۱۵ ژوئیه ۲۰۲۰ ۳۳          | میلان                                                  | ۳–۱   | پارما                                | میلان                                                  |
| ۱۹:۳۰ CEST (یوتی‌سی ۲:۰۰+) | کونتی '۳۳ · کسیه ۵۵' · رومانیولی ۵۹' · چالهان‌اوغلو ۷۷' | گزارش | گراسی '۳۳ · کورتیچ ۴۴' · دارمیان '۶۵ | ورزشگاه: سن سیرو تماشاگران: ۰ داور: ماسیمیلیانو ایراتی |

| ۱۸ ژوئیه ۲۰۲۰ ۳۴          | میلان                                                                                   | ۵–۱   | بولونیا                   | میلان                                           |
| ۲۱:۴۵ CEST (یوتی‌سی ۲:۰۰+) | سلماکر ۱۰', '۵۴ · چالهان‌اوغلو ۲۴' · بن ناصر ۴۹' · کیایر '۵۱ · ربیچ ۵۷' · کالابریا ۲+۹۰' | گزارش | سانسونه '۳۵ · تومیاسو ۴۴' | ورزشگاه: سن سیرو تماشاگران: ۰ داور: داویده ماسا |

| ۲۱ ژوئیه ۲۰۲۰ ۳۵          | ساسوئولو                                           | ۱–۲   | میلان                                                                             | رجو نل امیلیا                                                    |
| ۲۱:۴۵ CEST (یوتی‌سی ۲:۰۰+) | بورابیا '۲۲ '۷+۴۵ · لوکاتلی '۳۴ · کاپوتو ۴۲' (. پ) | گزارش | ابراهیموویچ ۱۹'، ۲+۴۵' · هرناندز '۳۷ · بن ناصر '۶۱ · لاکسالت '۷۶ · بوناونتورا '۸۵ | ورزشگاه: ماپی – چیتا دل تریکولوره تماشاگران: ۰ داور: لوکا پایرتو |

| ۲۴ ژوئیه ۲۰۲۰ ۳۶          | میلان                        | ۱–۱   | آتالانتا               | میلان                                            |
| ۲۱:۴۵ CEST (یوتی‌سی ۲:۰۰+) | چالهان‌اوغلو ۱۴' · بیگلیا '۲۵ | گزارش | زاپاتا ۳۴' · تولوی '۳۸ | ورزشگاه: سن سیرو تماشاگران: ۰ داور: دانیله دووری |

| ۲۹ ژوئیه ۲۰۲۰ ۳۷          | سمپدوریا                    | ۱–۴   | میلان                                                            | جنوآ                                                      |
| ۱۹:۳۰ CEST (یوتی‌سی ۲:۰۰+) | برشینسکی '۳۶ · آسکیلدسن ۸۷' | گزارش | ابراهیموویچ ۴'، ۵۸' · ربیچ '۶+۴۵ · چالهان‌اوغلو ۵۴' · لئائو ۲+۹۰' | ورزشگاه: لوئیجی فراری تماشاگران: ۰ داور: فابریتسیو پاسکوآ |

| ۱ اوت ۲۰۲۰ ۳۸             | میلان                                                            | ۳–۰   | کالیاری                         | میلان                                          |
| ۲۰:۴۵ CEST (یوتی‌سی ۲:۰۰+) | کلاوان ۱۱' (. گ. خ) · ابراهیموویچ ۵۵' · کاستیخو ۵۷' · سلماکر '۶۷ | گزارش | پریرو '۱۳ فاراگو '۴۵ کرانیو '۵۸ | ورزشگاه: سن سیرو تماشاگران: ۰ داور: مارکو سه‌را |

### کوپا ایتالیا
| ۱۵ ژانویه ۲۰۲۰ یک‌هشتم نهایی | میلان                                                   | ۳–۰   | اسپال                           | میلان                                                  |
| ۱۸:۰۰ CET (یوتی‌سی ۱:۰۰+)    | پیونتک ۲۰' · کونتی '۳۳ · کاستیخو '۴۱، ۴۴' · هرناندز ۶۶' | گزارش | Murgia '۶۱ Igor '۷۲ سالامون '۸۴ | ورزشگاه: سن سیرو تماشاگران: ۳۲٬۰۹۳ داور: داویده گرسینی |

| ۲۸ ژانویه ۲۰۲۰ یک‌چهارم نهایی | میلان | ۴–۲ (و.ا.) | تورینو                                   | میلان                                                     |
| ۲۰:۴۵ CET (یوتی‌سی ۱:۰۰+)     | بوناونتورا ۱۲' · هرناندز '۳۰ · ربیچ '۳۷ · کیایر '۵۳ · کرونیچ '۷۴ · چالهان‌اوغلو ۱+۹۰'، ۱۰۶' · کونتی '۹۳ · ابراهیموویچ ۱۰۹'، '۱۱۱ | گزارش      | رینکون '۲۲ · Bremer ۳۴'، ۷۱' · ایتزو '۳۷ | ورزشگاه: سن سیرو تماشاگران: ۳۶٬۴۶۲ داور: فابریتسیو پاسکوآ |

| ۱۳ فوریه ۲۰۲۰ نیمه نهایی رفت | میلان                                                                                | ۱–۱   | یوونتوس                       | میلان                                                 |
| ۲۰:۴۵ CET (یوتی‌سی ۱:۰۰+)     | ابراهیموویچ '۳۰ · هرناندز '۴۲ '۷۱ · کسیه '۵۸ · ربیچ ۶۱' · کاستیخو '۶۹ · کالابریا '۹۰ | گزارش | رمزی '۳۰ · رونالدو ۱+۹۰' (.پ) | ورزشگاه: سن سیرو تماشاگران: ۷۲٬۷۳۸ داور: پائولو والری |

| ۱۲ ژوئن ۲۰۲۰ نیمه نهایی برگشت                                                       | یوونتوس              | ۰–۰ (۱–۱ گ.ح.) | میلان                | تورین                                            |
| ۲۱:۰۰ CEST (یوتی‌سی ۲:۰۰+)                                                           | پیانیچ '۴۳ خدیرا '۷۵ | گزارش          | ربیچ '۱۷ · کونتی '۱۸ | ورزشگاه: یوونتوس تماشاگران: ۰ داور: جانلوکا روکی |
| یادداشت: مسابقه به‌خاطر نگرانی بابت دنیاگیری کووید-۱۹ از ۴ مارس به ۱۲ ژوئن موکول شد. |                      |                |                      |                                                  |

## آمار

### تعداد حضور و تعداد گل
| ش.                                         | پ.          | م.              | بازیکن             | مجموع       | مجموع       | سری آ       | سری آ       | کوپا ایتالیا | کوپا ایتالیا |             |             |             |             |
| ش.                                         | پ.          | م.              | بازیکن             | بازی        | گل‌ها        | بازی        | گل‌ها        | بازی         | گل‌ها         |             |             |             |             |
| دروازه‌بانان                                | دروازه‌بانان | دروازه‌بانان     | دروازه‌بانان        | دروازه‌بانان | دروازه‌بانان | دروازه‌بانان | دروازه‌بانان | دروازه‌بانان  | دروازه‌بانان  | دروازه‌بانان | دروازه‌بانان | دروازه‌بانان | دروازه‌بانان |
| ------------------------------------------ | ----------- | --------------- | ------------------ | ----------- | ----------- | ----------- | ----------- | ------------ | ------------ | ----------- | ----------- | ----------- | ----------- |
| ۱                                          | دروازه‌بان   | بوسنی و هرزگوین | آسمیر بگوویچ       | ۲           | ۰           | ۱+۱         | ۰           | ۰            | ۰            |             |             |             |             |
| ۹۰                                         | دروازه‌بان   | ایتالیا         | انتونیو دوناروما   | ۱           | ۰           | ۰           | ۰           | ۱            | ۰            |             |             |             |             |
| ۹۹                                         | دروازه‌بان   | ایتالیا         | جانلوئیجی دوناروما | ۳۹          | ۰           | ۳۶          | ۰           | ۳            | ۰            |             |             |             |             |
| مدافعان                                    |             |                 |                    |             |             |             |             |              |              |             |             |             |             |
| ۲                                          | مدافع       | ایتالیا         | داویده کالابریا    | ۲۷          | ۱           | ۱۶+۹        | ۱           | ۲            | ۰            |             |             |             |             |
| ۱۲                                         | مدافع       | ایتالیا         | آندره‌آ کونتی       | ۲۶          | ۰           | ۲۱+۲        | ۰           | ۳            | ۰            |             |             |             |             |
| ۱۳                                         | مدافع       | ایتالیا         | آلسیو رومانیولی    | ۳۹          | ۱           | ۳۵          | ۱           | ۴            | ۰            |             |             |             |             |
| ۱۹                                         | مدافع       | فرانسه          | تئو هرناندز        | ۳۶          | ۷           | ۳۲+۱        | ۶           | ۳            | ۱            |             |             |             |             |
| ۲۲                                         | مدافع       | آرژانتین        | متئو موساکیو       | ۱۸          | ۰           | ۱۷+۱        | ۰           | ۰            | ۰            |             |             |             |             |
| ۲۴                                         | مدافع       | دانمارک         | سیمون کیایر        | ۱۹          | ۰           | ۱۵          | ۰           | ۴            | ۰            |             |             |             |             |
| ۴۳                                         | مدافع       | برزیل           | لئو دوارچه         | ۶           | ۰           | ۴+۲         | ۰           | ۰            | ۰            |             |             |             |             |
| ۴۶                                         | مدافع       | ایتالیا         | متئو گابیا         | ۱۰          | ۰           | ۶+۳         | ۰           | ۰+۱          | ۰            |             |             |             |             |
| ۹۳                                         | مدافع       | اروگوئه         | دیگو لاکسالت       | ۶           | ۰           | ۱+۳         | ۰           | ۰+۲          | ۰            |             |             |             |             |
| هافبک‌ها                                    |             |                 |                    |             |             |             |             |              |              |             |             |             |             |
| ۴                                          | هافبک       | الجزایر         | اسماعیل بن ناصر    | ۳۵          | ۱           | ۲۸+۳        | ۱           | ۴            | ۰            |             |             |             |             |
| ۵                                          | هافبک       | ایتالیا         | جاکومو بوناونتورا  | ۳۲          | ۴           | ۱۳+۱۶       | ۳           | ۳            | ۱            |             |             |             |             |
| ۱۰                                         | هافبک       | ترکیه           | هاکان چالهان‌اوغلو  | ۳۸          | ۱۱          | ۳۴+۱        | ۹           | ۲+۱          | ۲            |             |             |             |             |
| ۲۰                                         | هافبک       | آرژانتین        | لوکاس بیگلیا       | ۱۴          | ۰           | ۸+۶         | ۰           | ۰            | ۰            |             |             |             |             |
| ۳۳                                         | هافبک       | بوسنی و هرزگوین | راده کرونیچ        | ۱۸          | ۰           | ۴+۱۱        | ۰           | ۲+۱          | ۰            |             |             |             |             |
| ۳۹                                         | هافبک       | برزیل           | لوکاس پاکتا        | ۲۷          | ۰           | ۱۲+۱۲       | ۰           | ۱+۲          | ۰            |             |             |             |             |
| ۵۶                                         | هافبک       | بلژیک           | الکسی سلماکر       | ۱۵          | ۱           | ۶+۷         | ۱           | ۰+۲          | ۰            |             |             |             |             |
| ۷۹                                         | هافبک       | ساحل عاج        | فرانک کسیه         | ۳۸          | ۴           | ۳۳+۲        | ۴           | ۲+۱          | ۰            |             |             |             |             |
| ۹۴                                         | هافبک       | ایتالیا         | مارکو برشانینی     | ۱           | ۰           | ۰+۱         | ۰           | ۰            | ۰            |             |             |             |             |
| مهاجمان                                    |             |                 |                    |             |             |             |             |              |              |             |             |             |             |
| ۷                                          | مهاجم       | اسپانیا         | سامو کاستیخو       | ۲۵          | ۳           | ۱۶+۶        | ۲           | ۳            | ۱            |             |             |             |             |
| ۱۷                                         | مهاجم       | پرتغال          | رافائل لئائو       | ۳۳          | ۶           | ۱۲+۱۹       | ۶           | ۰+۲          | ۰            |             |             |             |             |
| ۱۸                                         | مهاجم       | کرواسی          | انته ربیچ          | ۳۰          | ۱۲          | ۱۵+۱۱       | ۱۱          | ۴            | ۱            |             |             |             |             |
| ۲۱                                         | مهاجم       | سوئد            | زلاتان ابراهیموویچ | ۲۰          | ۱۱          | ۱۶+۲        | ۱۰          | ۱+۱          | ۱            |             |             |             |             |
| ۲۹                                         | مهاجم       | ایتالیا         | لورنزو کولومبو     | ۲           | ۰           | ۰+۱         | ۰           | ۰+۱          | ۰            |             |             |             |             |
| ۹۸                                         | مهاجم       | ایتالیا         | دنیل مالدینی       | ۲           | ۰           | ۰+۲         | ۰           | ۰            | ۰            |             |             |             |             |
| بازیکنانی که در طول فصل تیم را ترک کرده‌اند |             |                 |                    |             |             |             |             |              |              |             |             |             |             |
| ۸                                          | هافبک       | اسپانیا         | سوسو               | ۱۷          | ۱           | ۱۵+۱        | ۱           | ۰+۱          | ۰            |             |             |             |             |
| ۹                                          | مهاجم       | لهستان          | کشیشتف پیونتک      | ۲۰          | ۵           | ۱۴+۴        | ۴           | ۲            | ۱            |             |             |             |             |
| ۱۱                                         | مهاجم       | ایتالیا         | فابیو بورینی       | ۲           | ۰           | ۱+۱         | ۰           | ۰            | ۰            |             |             |             |             |
| ۲۵                                         | دروازه‌بان   | اسپانیا         | پپه رینا           | ۱           | ۰           | ۱           | ۰           | ۰            | ۰            |             |             |             |             |
| ۲۷                                         | مهاجم       | پرتغال          | آندره سیلوا        | ۱           | ۰           | ۱           | ۰           | ۰            | ۰            |             |             |             |             |
| ۳۱                                         | مدافع       | ایتالیا         | ماتیا کالدارا      | ۰           | ۰           | ۰           | ۰           | ۰            | ۰            |             |             |             |             |
| ۶۸                                         | مدافع       | سوئیس           | ریکاردو رودریگز    | ۵           | ۰           | ۵           | ۰           | ۰            | ۰            |             |             |             |             |

منبع: رقابت‌ها

### گلزنان
| رتبه       | ش.         | پست        | ملیت       | نام                | سری آ | کوپا ایتالیا | مجموع |
| ---------- | ---------- | ---------- | ---------- | ------------------ | ----- | ------------ | ----- |
| ۱          | ۱۸         | مهاجم      | کرواسی     | انته ربیچ          | ۱۱    | ۱            | ۱۲    |
| ۲          | ۱۰         | هافبک      | ترکیه      | هاکان چالهان‌اوغلو  | ۹     | ۲            | ۱۱    |
| ۲          | ۲۱         | مهاجم      | سوئد       | زلاتان ابراهیموویچ | ۱۰    | ۱            | ۱۱    |
| ۴          | ۱۹         | مدافع      | فرانسه     | تئو هرناندز        | ۶     | ۱            | ۷     |
| ۵          | ۱۷         | مهاجم      | پرتغال     | رافائل لئائو       | ۶     | ۰            | ۶     |
| ۶          | ۹          | مهاجم      | لهستان     | کشیشتف پیونتک      | ۴     | ۱            | ۵     |
| ۷          | ۵          | هافبک      | ایتالیا    | جاکومو بوناونتورا  | ۳     | ۱            | ۴     |
| ۷          | ۷۹         | هافبک      | ساحل عاج   | فرانک کسیه         | ۴     | ۰            | ۴     |
| ۹          | ۷          | هافبک      | اسپانیا    | سامو کاستیخو       | ۲     | ۱            | ۳     |
| ۱۰         | ۲          | مدافع      | ایتالیا    | داویده کالابریا    | ۱     | ۰            | ۱     |
| ۱۰         | ۴          | هافبک      | الجزایر    | اسماعیل بن ناصر    | ۱     | ۰            | ۱     |
| ۱۰         | ۸          | هافبک      | اسپانیا    | سوسو               | ۱     | ۰            | ۱     |
| ۱۰         | ۱۳         | مدافع      | ایتالیا    | آلسیو رومانیولی    | ۱     | ۰            | ۱     |
| ۱۰         | ۵۶         | هافبک      | بلژیک      | الکسی سلماکر       | ۱     | ۰            | ۱     |
| گل به خودی | گل به خودی | گل به خودی | گل به خودی | گل به خودی         | ۳     | ۰            | ۳     |
| مجموع      | مجموع      | مجموع      | مجموع      | مجموع              | ۶۳    | ۸            | ۷۱    |

آخرین به‌روزرسانی: ۱۴ ژانویه ۲۰۲۱. بازیکنانی که به‌صورت ایتالیک نوشته شده‌اند در طول فصل تیم را ترک کرده‌اند.

### پاس گل
| رتبه | ش.    | پست   | ملیت            | نام                | سری آ | کوپا ایتالیا | مجموع |
| ---- | ----- | ----- | --------------- | ------------------ | ----- | ------------ | ----- |
| ۱    | ۱۰    | مهاجم | ترکیه           | هاکان چالهان‌اوغلو  | ۹     | ۰            | ۹     |
| ۲    | ۲۱    | مهاجم | سوئد            | زلاتان ابراهیموویچ | ۵     | ۰            | ۵     |
| ۲    | ۷     | هافبک | اسپانیا         | سامو کاستیخو       | ۳     | ۲            | ۵     |
| ۲    | ۵     | هافبک | ایتالیا         | جاکومو بوناونتورا  | ۵     | ۰            | ۵     |
| ۵    | ۱۹    | مدافع | فرانسه          | تئو هرناندز        | ۳     | ۰            | ۳     |
| ۵    | ۱۸    | مهاجم | کرواسی          | انته ربیچ          | ۲     | ۱            | ۳     |
| ۶    | ۸     | مهاجم | اسپانیا         | سوسو               | ۲     | ۰            | ۲     |
| ۶    | ۷۹    | هافبک | ساحل عاج        | فرانک کسیه         | ۱     | ۱            | ۲     |
| ۶    | ۱۲    | مدافع | ایتالیا         | آندره‌آ کونتی       | ۲     | ۰            | ۲     |
| ۶    | ۱۷    | مهاجم | پرتغال          | رافائل لئائو       | ۱     | ۱            | ۲     |
| ۱۰   | ۳۳    | هافبک | بوسنی و هرزگوین | راده کرونیچ        | ۱     | ۰            | ۱     |
| ۱۰   | ۳۹    | هافبک | برزیل           | لوکاس پاکتا        | ۱     | ۰            | ۱     |
| ۱۰   | ۲     | مدافع | ایتالیا         | داویده کالابریا    | ۱     | ۰            | ۱     |
| ۱۰   | ۲۰    | هافبک | آرژانتین        | لوکاس بیگلیا       | ۱     | ۰            | ۱     |
| ۱۰   | ۹     | مهاجم | لهستان          | کشیشتف پیونتک      | ۰     | ۱            | ۱     |
| ۱۰   | ۴     | هافبک | الجزایر         | اسماعیل بن ناصر    | ۰     | ۱            | ۱     |
| ۱۰   | مجموع | مجموع | مجموع           | مجموع              | ۳۷    | ۷            | ۴۴    |

آخرین به‌روزرسانی: ۱۴ ژانویه ۲۰۲۱. بازیکنانی که به‌صورت ایتالیک نوشته شده‌اند در طول فصل تیم را ترک کرده‌اند.

### کلین‌شیت
| رتبه  | ش.    | پست       | ملیت    | نام                | سری آ | کوپا ایتالیا | مجموع |
| ----- | ----- | --------- | ------- | ------------------ | ----- | ------------ | ----- |
| ۱     | ۹۹    | دروازه‌بان | ایتالیا | جانلوئیجی دوناروما | ۱۳    | ۱            | ۱۴    |
| ۲     | ۹۰    | دروازه‌بان | ایتالیا | انتونیو دوناروما   | ۰     | ۱            | ۱     |
| مجموع | مجموع | مجموع     | مجموع   | مجموع              | ۱۱    | ۲            | ۱۳    |

آخرین به‌روزرسانی: ۱۴ ژانویه ۲۰۲۱

### سابقه انضباطی
| ش.    | پست       | ملیت            | نام                | سری آ | سری آ                         | سری آ    | کوپا ایتالیا | کوپا ایتالیا                  | کوپا ایتالیا | مجموع | مجموع                         | مجموع    |
| ش.    | پست       | ملیت            | نام                |       | Yellow card · Yellow-red card | Red card |              | Yellow card · Yellow-red card | Red card     |       | Yellow card · Yellow-red card | Red card |
| ۴     | هافبک     | الجزایر         | اسماعیل بن ناصر    | ۱۴    |                               |          |              |                               |              | ۱۴    |                               |          |
| ۱۹    | مدافع     | فرانسه          | تئو هرناندز        | ۱۰    |                               |          | ۲            | ۱                             |              | ۱۲    | ۱                             |          |
| ۱۲    | مدافع     | ایتالیا         | آندره‌آ کونتی       | ۸     |                               |          | ۳            |                               |              | ۱۱    |                               |          |
| ۳۹    | هافبک     | برزیل           | لوکاس پاکتا        | ۷     |                               |          |              |                               |              | ۷     |                               |          |
| ۱۸    | مهاجم     | کرواسی          | انته ربیچ          | ۵     |                               |          | ۱            |                               | ۱            | ۶     |                               | ۱        |
| ۱۰    | مهاجم     | ترکیه           | هاکان چالهان‌اوغلو  | ۶     |                               |          |              |                               |              | ۶     |                               |          |
| ۷     | مهاجم     | اسپانیا         | سامو کاستیخو       | ۳     |                               | ۱        | ۲            |                               |              | ۵     |                               | ۱        |
| ۲     | مدافع     | ایتالیا         | داویده کالابریا    | ۳     | ۱                             | ۱        | ۱            |                               |              | ۴     | ۱                             | ۱        |
| ۲۲    | مدافع     | آرژانتین        | متئو موساکیو       | ۴     |                               | ۱        |              |                               |              | ۴     |                               | ۱        |
| ۱۳    | مدافع     | ایتالیا         | آلسیو رومانیولی    | ۴     |                               |          |              |                               |              | ۴     |                               |          |
| ۷۹    | هافبک     | ساحل عاج        | فرانک کسیه         | ۳     |                               |          | ۱            |                               |              | ۴     |                               |          |
| ۳۳    | هافبک     | بوسنی و هرزگوین | راده کرونیچ        | ۳     |                               |          | ۱            |                               |              | ۴     |                               |          |
| ۲۰    | هافبک     | آرژانتین        | لوکاس بیگلیا       | ۴     |                               |          |              |                               |              | ۴     |                               |          |
| ۵۶    | هافبک     | بلژیک           | الکسی سلماکر       | ۳     | ۱                             |          |              |                               |              | ۳     | ۱                             |          |
| ۹۹    | دروازه‌بان | ایتالیا         | جانلوئیجی دوناروما | ۳     |                               |          |              |                               |              | ۳     |                               |          |
| ۲۴    | مدافع     | دانمارک         | سیمون کیایر        | ۲     |                               |          | ۱            |                               |              | ۳     |                               |          |
| ۲۱    | مهاجم     | سوئد            | زلاتان ابراهیموویچ | ۱     |                               |          | ۲            |                               |              | ۳     |                               |          |
| ۳۹    | مدافع     | برزیل           | لئو دوارچه         | ۲     |                               |          |              |                               |              | ۲     |                               |          |
| ۸     | مهاجم     | اسپانیا         | سوسو               | ۲     |                               |          |              |                               |              | ۲     |                               |          |
| ۵     | هافبک     | ایتالیا         | جاکومو بوناونتورا  | ۲     |                               |          |              |                               |              | ۲     |                               |          |
| ۹     | مهاجم     | پرتغال          | آندره سیلوا        | ۱     |                               |          |              |                               |              | ۱     |                               |          |
| ۱۱    | مهاجم     | ایتالیا         | فابیو بورینی       | ۱     |                               |          |              |                               |              | ۱     |                               |          |
| ۹     | مهاجم     | لهستان          | کشیشتف پیونتک      | ۱     |                               |          |              |                               |              | ۱     |                               |          |
| ۴     | مدافع     | ایتالیا         | متئو گابیا         | ۱     |                               |          |              |                               |              | ۱     |                               |          |
| ۹۳    | مدافع     | اروگوئه         | دیگو لاکسالت       | ۱     |                               |          |              |                               |              | ۱     |                               |          |
| ۲۵    | دروازه‌بان | اسپانیا         | پپه رینا           |       |                               | ۱        |              |                               |              |       |                               | ۱        |
| مجموع | مجموع     | مجموع           | مجموع              | ۹۴    | ۲                             | ۴        | ۱۴           | ۱                             | ۱            | ۱۰۸   | ۳                             | ۵        |

آخرین به‌روزرسانی: ۱۴ ژانویه ۲۰۲۱. بازیکنانی که به‌صورت ایتالیک نوشته شده‌اند در طول فصل تیم را ترک کرده‌اند.